# Byggnadsmaterial
Vid byggandet och underhållet av en byggnad används ett mycket stort antal olika material. Viktiga egenskaper för ett byggnadsmaterial är hållfasthet, livslängd och underhåll samt miljöpåverkan. Kostnaden för byggnadsmaterialen i en byggnad uppgår till ungefär 40% av den totala byggkostnaden.

## Exempel på byggnadsmaterial
- Kalksten som bryta och bränns i ugnar får man kalk som ingår i en murbruk, från kalk kommer även cement som ingår i betong och lättbetong.

- Sten förekommer som byggnadssten såsom Kalksten, granit, marmor och olika skiffer samt råmaterial vid tillverkningen av mineralull.

- Glas förekommer till olika byggnadsglas för infattning i fönster och dörrar och är även råmaterial vid tillverkning av mineralull.

- Stål ingår i balkar och armering i konstruktioner samt som olika material i detaljer för förbandsteknik.

- Lera förekommer som grundmaterial till flera olika byggnadsmaterial, såsom murtegel taktegel och leca samt kakel och klinker som är tillverkade av lera.

- Plast förekommer i flera byggnadsmaterial såsom olika folier för fuktspärr/tätskikt eller cellplast. Numera finns fönster och dörrar samt inredning och möbler i plast.

- Trä är ofta förekommande i konstruktioner i byggnader såsom byggnadsvirke och träskivor, golv och lister. Tidigare var trä det enda materialet till stommen till fönster och dörrar samt inredning och möbler.

- Naturmaterial kan växtfiber av lin eller hampa vara som förekommer till isolering.

Torv för torvtak samt olika strå till stråtak är exempel på naturmaterial. Olika produkter för ytbehandling av detaljer i eller på en byggnad kan vara av naturliga framställda oljor som till exempel linolja för färgtillverkning.